# Centre national du microfilm et de la numérisation
Pour les articles homonymes, voir CNM.
Le Centre national du microfilm et de la numérisation (CNMN), anciennement dénommé Dépôt central des microfilms puis Centre national du microfilm (CNM), est un établissement public placé sous la tutelle du ministère de la Culture et rattaché au Service interministériel des archives de France. Le Centre est situé dans le parc du château d'Espeyran, à Saint-Gilles-du-Gard, dans le département du Gard et la région Occitanie (anciennement Languedoc-Roussillon). 

## Histoire
Les Archives de France possédaient plus de 2,5 millions de mètres de microfilms, accumulés depuis 1941. La nécessité de rassembler en lieu sûr les microfilms de sécurité se fait alors lourdement sentir. Une donation aux Archives de France du domaine d’Espeyran à Saint-Gilles (Gard) par son héritier, Guy Sabatier d’Espeyran, entérinée 19 février 1964, permet de disposer d’un tel lieu.
Le legs est assorti d’une obligation de conserver le château du domaine en l’état. Des travaux sont effectués en 1970 avec pose de la première pierre le 22 novembre 1970, Le « Dépôt central des microfilms », est inauguré le 1er septembre 1973. Le dépôt est ensuite rebaptisé « Centre national du microfilm » (CNM).
Alors qu’un changement de statut des centres des Archives nationales est effectué par la direction des Archives de France le 1er janvier 2017 avec la création de trois services à compétence nationale (Archives nationales, Archives nationales d’outre-mer et Archives nationales du monde du travail), le centre d’Espeyran n’est pas été doté d'un nouveau statut compte tenu de sa taille trop réduite. Il est rebaptisé « Centre national du microfilm et de la numérisation » (CNMN) en 2007 et reste un simple service de la direction des Archives de France.

## Statuts et missions
À l’origine, le « dépôt central des microfilms » d’Espeyran avait pour mission la réception et la conservation de tous les masters de microfilms existants dans les services d’archives publics pour en réaliser une première collection et d’en réaliser une copie intermédiaire, la seconde collection, ayant pour objectifs exécution copies de consultation. Le champ de compétence du centre s’est ensuite étendu aux supports optiques et magnétiques. La copie intermédiaire n’est plus systématiquement effectuée mais la réalisation de copies de consultation et la réception des masters de microfilms font encore partie des missions du service .
Les missions et l’organisation du centre ont été redéfinies en 2006 par un décret et un arrêté modifiant ceux de 1979 et 2002.
Les images numérisées remplaçant de plus en plus les microfilms et le volume de données numériques collectées par le CNMN s’accroît. Les microfilms et les archives numériques sur disques optiques (ou CD-ROM) et bandes magnétiques (Linear Tape-Open) sont conservés dans les magasins construits en sous-sol en raison de la proximité avec le château classé monument historique.
| | 2007   | 2008   | 2009   | 2010   | 2011   | 2012   | 2013     | 2014     | 2015   |
| --- | ------ | ------ | ------ | ------ | ------ | ------ | -------- | -------- | ------ |
| Archives nationales                                                                                                  | 16,53  | 101,04 | 111,79 | 97,31  | 1,00   | 6,35   | 3,74     | 15,31    | 6,16   |
| Archives nationales d’outre-mer                                                                                      | 9,37   | 5,23   | 5,47   | 0,00   | 0,83   | 7,77   | 0,00     | 19,67    | 0,03   |
| Archives nationales du monde du travail                                                                              | 2,37   | 1,50   | 3,06   | 0,00   | 4,25   | 5,00   | 13,60    | 4,70     | 0,00   |
| Archives départementales                                                                                             | 254,51 | 112,46 | 304,20 | 279,35 | 316,66 | 147,98 | 1 295,55 | 1 895,58 | 206,16 |
| Archives municipales*                                                                                                | 3,08   | 1,35   | 124,75 | 52,85  | 1,46   | 11,32  | 13,68    | 4,50     | 3,25   |
| Microfilms (en km)                                                                                                   | 285,86 | 221,57 | 549,27 | 429,51 | 324,19 | 178,43 | 1 326,57 | 1 939,75 | 215,59 |
| Archives nationales du monde du travail                                                                              | 0,00   | 0,37   | 0,36   | 0,72   | 0,00   | 0,00   | 0,00     | 0,00     | 0,00   |
| Archives départementales                                                                                             | 0,00   | 4,96   | 8,85   | 1,80   | 8,77   | 23,45  | 25,12    | 39,01    | 26,94  |
| Archives municipales*                                                                                                | 0,00   | 0,00   | 0,00   | 0,03   | 0,00   | 7,42   | 1,39     | 2,23     | 1,18   |
| Données numériques (en To)                                                                                           | 0,00   | 5,33   | 9,21   | 2,55   | 8,77   | 30,87  | 26,51    | 41,24    | 28,12  |
| * Archives de la principauté de Monaco incluses ** Archives de la direction générale des Finances publiques incluses |        |        |        |        |        |        |          |          |        |

## Organisation
Le centre comporte :
- un silo de conservation des microfilms ;
- un laboratoire photographique chargé de réaliser des copies des microfilms, ou de nouveaux microfilms à partir de documents versés par les administrations ;
- un musée, constitué par le château et ses dépendances, dont la visite est possible à l'occasion des Journées du Patrimoine.

### Bibliograpie
- Ferréol de Ferry, « Le dépôt central de microfilms d'Espeyran », La Gazette des archives, no 82,‎ 1973, p. 143–157 (DOI 10.3406/gazar.1973.2315, lire en ligne).
- Alain Venturini, « Le dépôt central de microfilms d'Espeyran : Bilan de dix années de fonctionnement (1973–1982) et perspectives », La Gazette des archives, no 120,‎ 1983, p. 5–25 (DOI 10.3406/gazar.1983.4098, lire en ligne).